# Molophilus reductus
Molophilus reductus är en tvåvingeart som beskrevs av Alexander 1927. Molophilus reductus ingår i släktet Molophilus och familjen småharkrankar. Inga underarter finns listade i Catalogue of Life.